# Qaqortoq
Qaqortoq [qɑˈqɔtːɔq] (nach alter Rechtschreibung K'aĸortoĸ; dänisch Julianehåb [juliˈaːnəˌhɔˀb]) ist eine grönländische Stadt im Distrikt Qaqortoq in der Kommune Kujalleq. Qaqortoq ist als viertgrößte Stadt des Landes sowohl Hauptort der ehemaligen Gemeinde Qaqortoq als auch der heutigen Kommune.

## Lage
Qaqortoq liegt an der Spitze einer bei Igaliku entspringenden zerklüfteten schmalen Halbinsel im Süden Grönlands. Vor der Stadt trennt der Qaqortup Ikera Qaqortoq von der Insel Akia, eine Meerenge, in die der Igalikup Kangerlua mündet. Östlich von Qaqortoq wird die Halbinsel eingeschnitten von zwei um die Insel Arpatsivik gelegenen Meerengen, die in den buchtähnlichen Fjord Qaqortukuluup Imaa zusammengeführt werden. Qaqortoq ist im Westen und Osten von Bergen umgeben, zwischen denen nordwestlich der große See Tasersuaq liegt. Der nächstgelegene Ort ist das 13 km südöstlich befindliche Eqalugaarsuit.

## Geschichte

### 18. und 19. Jahrhundert

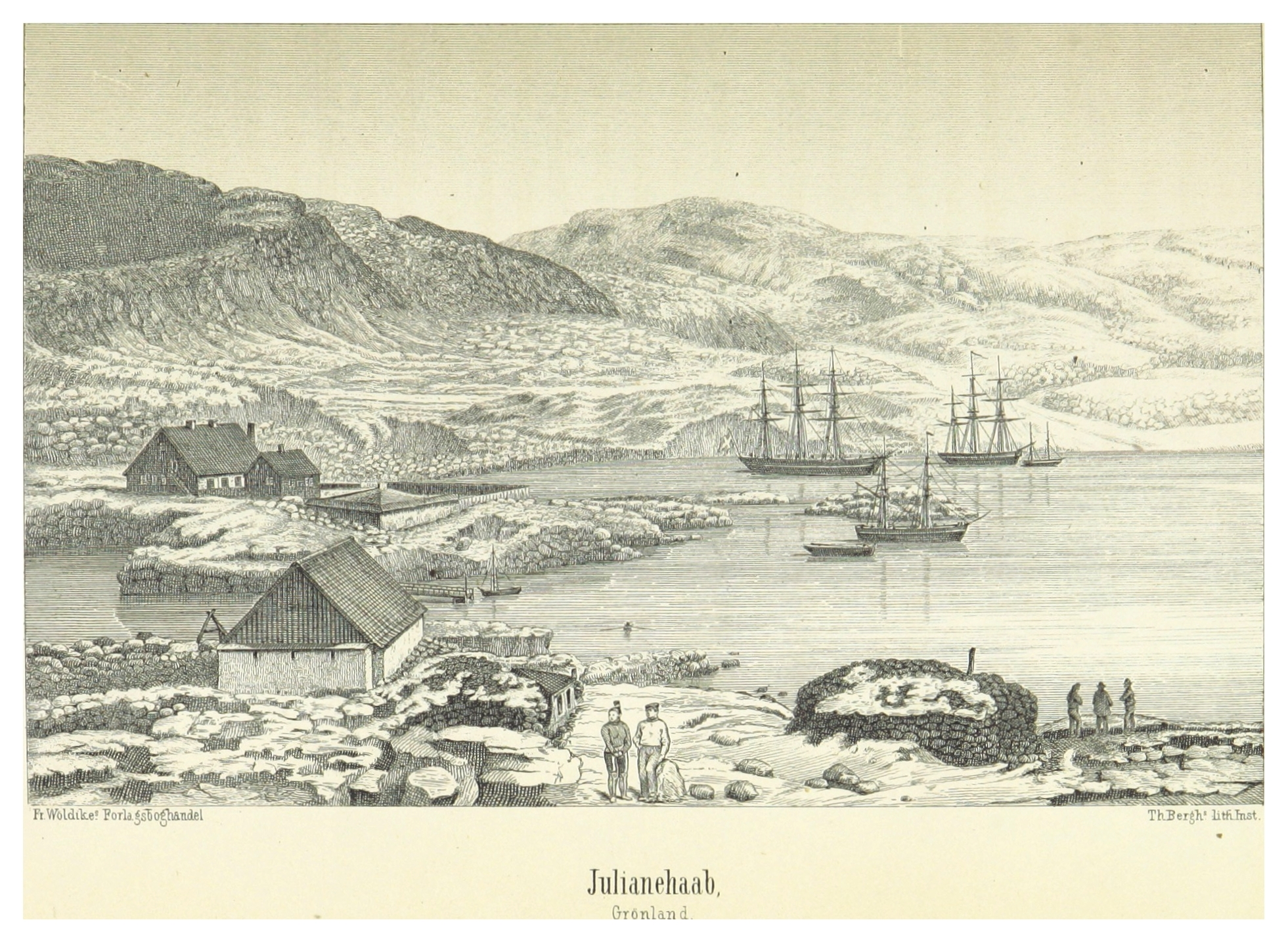
Qaqortoq in einer Lithografie von Theodor Bergh aus dem Jahr 1861

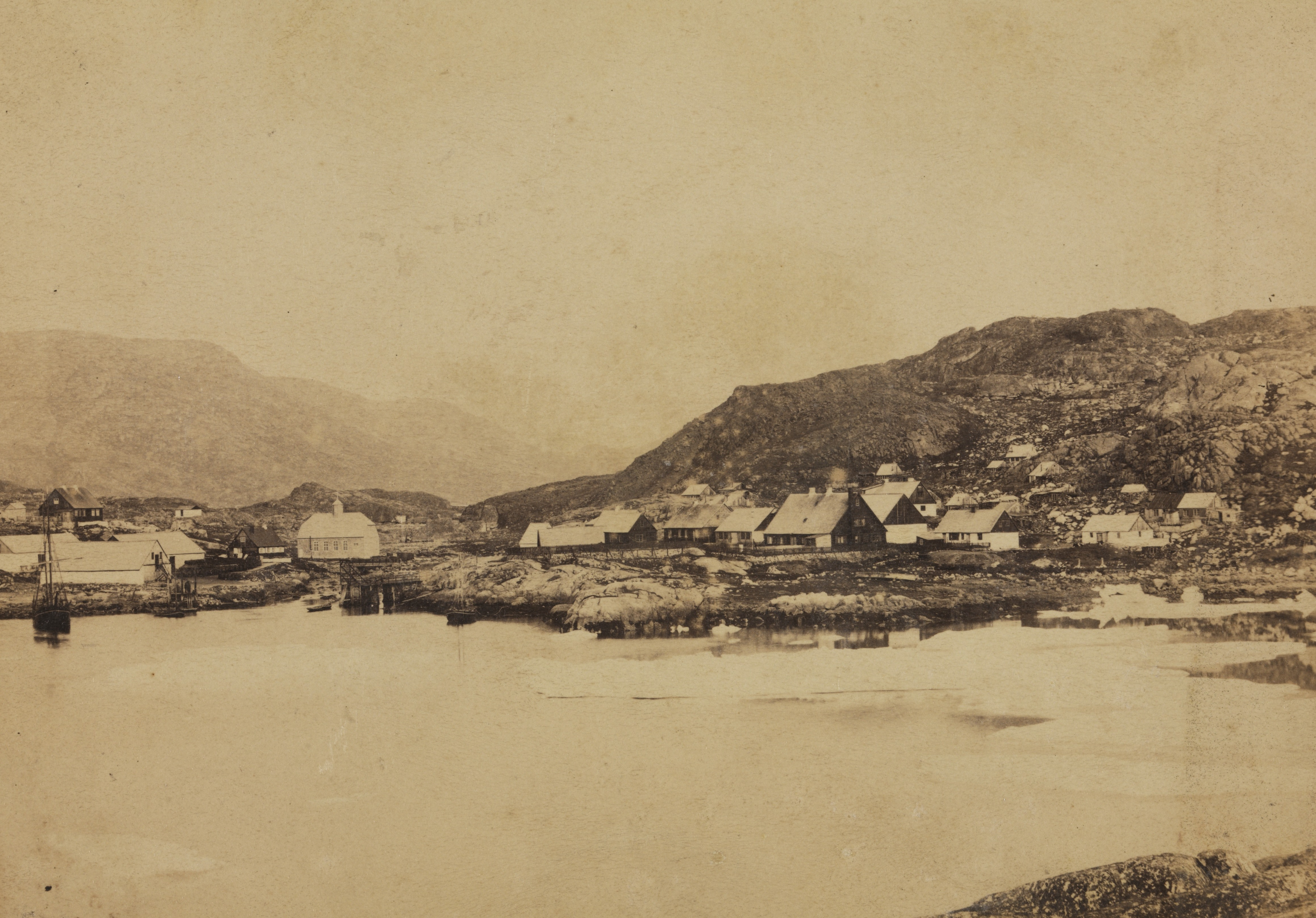
Qaqortoq (um 1889)

Der dänische Kaufmann Peder Olsen Walløe (1716–1793) errichtete 1751 ein Torfmauerhaus in Qaqortoq, in dem er überwinterte. Er hatte den Ort als guten Hafen und guten Jagdplatz erkannt. Das Haus stand mindestens 1914 noch, als Louis Bobé eine Inschrift zur Erinnerung an Walløe anbrachte.
Im Sommer 1775 gründete Anders Olsen in Qaqortoq die Kolonie Julianeshaab. Er benannte sie nach der dänischen Königin Juliane Marie, die zu diesem Zeitpunkt die Witwe von König Friedrich V. war. Der Name wurde später zur Julianehaab. Anders Olsen blieb nur bis 1780 in der Kolonie, bevor er sich im Alter als Viehzüchter in Igaliku niederließ, wo er eine bedeutende Familie hinterließ.
1802 bezeichnete Niels Rosing Bull die Kolonie als sehr vorteilhaften Ort.

### 20. Jahrhundert

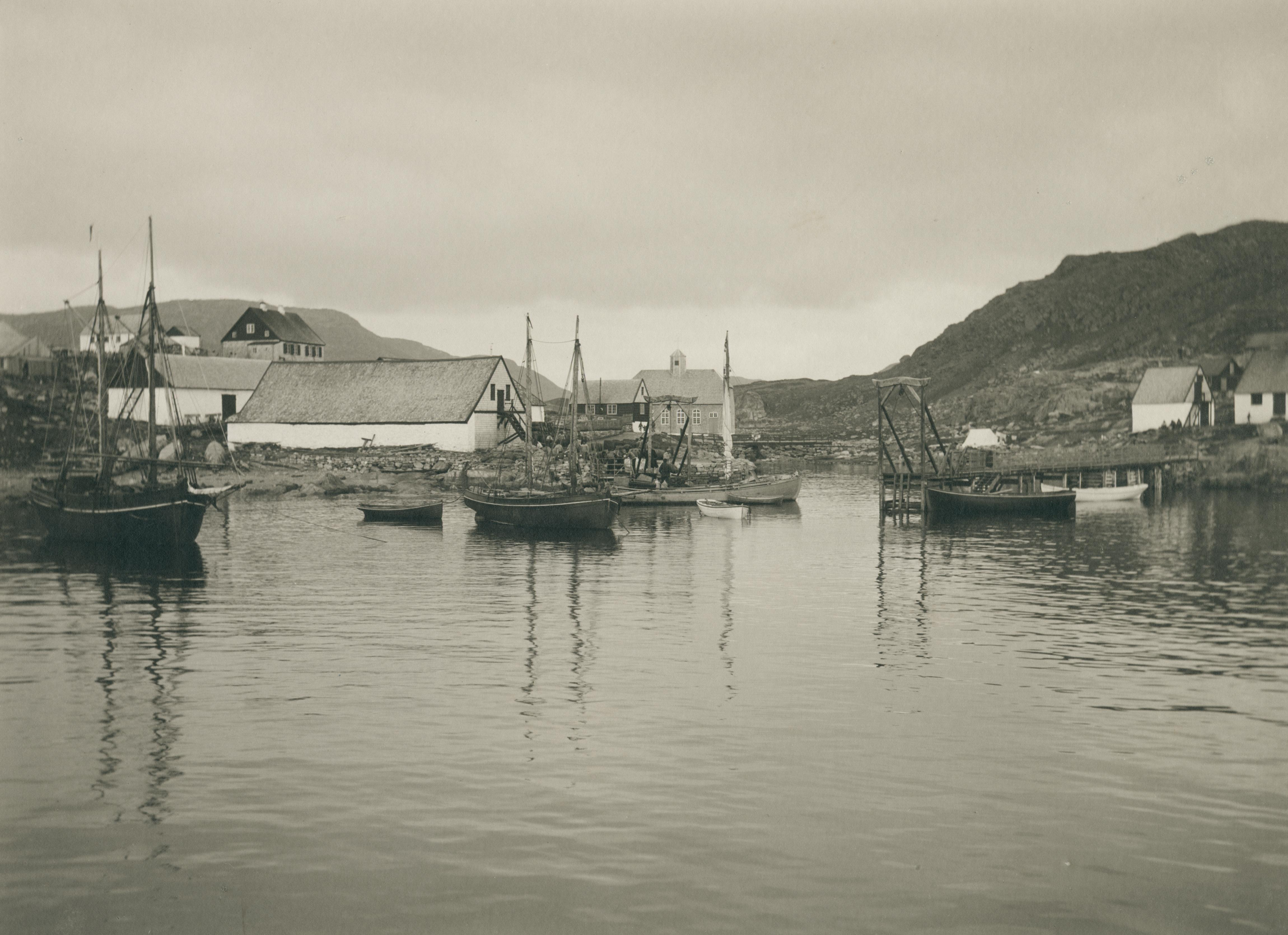
Qaqortoq (um 1900)

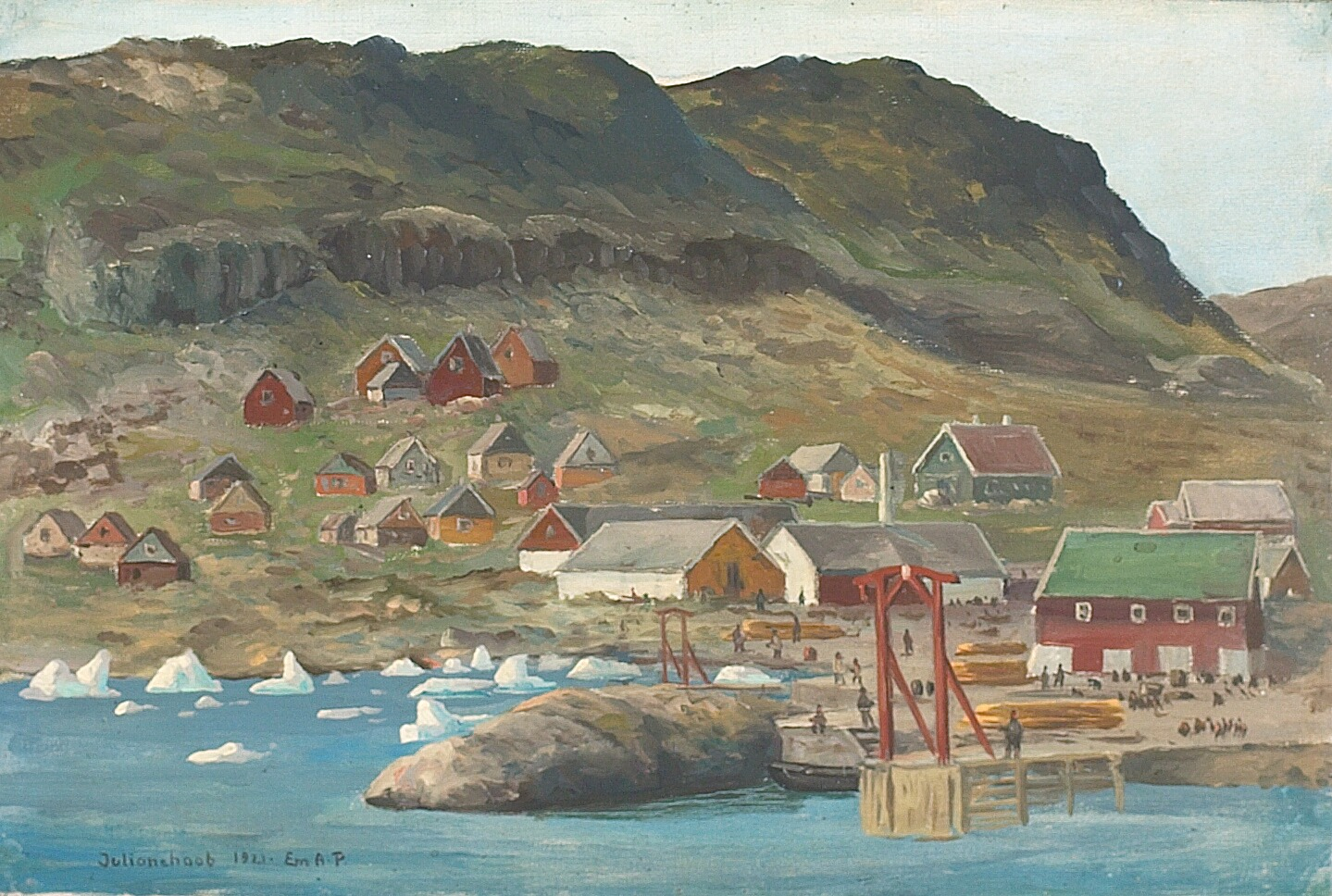
Qaqortoq auf einem Gemälde von Emanuel A. Petersen von 1921

Ab 1911 war Qaqortoq Hauptort der Gemeinde Julianehaab, der noch der Wohnplatz Kangermiutsiaat angehörte, der aber eigentlich außerhalb der Gemeindegrenze lag. Die Gemeinde war Teil des 4. Landesratswahlkreises Südgrönlands.
1919 lebten in Qaqortoq 21 Europäer und 390 Grönländer. Unter den europäischen Bewohnern waren der Kolonialverwalter, der Assistent, ein Volontär, ein Bootsführer, ein Schäfereiversuchsleiter, ein Arzt, eine Krankenschwester, und der Pastor. Unter den Grönländern waren 46 Jäger, neun Fischer, ein Vorsteher, zwei Bootsführer, drei Zimmermänner, ein Schmied und Büchsenmacher, ein Maschinenschmied, fünf Böttcher, zwei Kolonisten, sechs Lehrlinge, eine Hebamme, ein Schäfereihelfer, zwei Katecheten und ein Leser. Die Grönländer lebten in 58 Wohnhäusern. Die Wohnung des Kolonialverwalters stammte aus dem Jahr 1804 und war ein Stockwerkbau mit 184 m² mit fünf Zimmern, Büro und Laden und Lagerraum im Dachgeschoss. Die Assistentenwohnung wurde 1890 gebaut, war ein Fachwerkgebäude mit Bretterverkleidung, maß 119 m² und hatte drei Zimmer und eine Küche. Die Wohnung des Bootsführers stammte aus dem Jahr 1849 und war ein Steinhaus von 71 m² mit zwei Zimmern und Küche. Das Mannschaftshaus wurde ebenfalls 1849 errichtet und war baugleich. Außerdem gab es zwei Proviantläden von 1853 und 1914, eine Zimmerer- und Böttcherwerkstatt von 1781, eine Schmiede von 1871, eine Bäckerei von 1863, ein Speckhaus mit Proviantlager aus dem 18. Jahrhundert, eine Tranbrennerei von 1878, eine Brauerei, ein Bootshaus, ein Materialhaus, zwei Kohlehäuser, ein Fässerhaus, ein Pulverhaus und einen Stall. Das Arztwesen hatte ein altes Krankenhaus aus Stein, eine Apotheke als Torfmauerhaus, ein neues Krankenhaus von 1908 mit 133 m² mit drei Krankenzimmern für 15 Patienten, Operationssaal und einem Zimmer für die Krankenschwester, sowie eine Arztwohnung von 1886, die 116 m² groß war. Die Kirche maß 154 m² und stammte aus dem Jahr 1832. Ursprünglich war sie nach norwegischer Art gebaut, wurde aber 1911 komplett umgebaut. Die Pastorenwohnung maß 89 m² und war ein Stockwerkbau von 1872 von vier Zimmern, Veranda, Küche, zwei Dachgeschosszimmern, Stall und Nebengebäude. Die Schule wurde 1909 errichtet, war 135 m² groß und umfasste zwei Zimmer, einen Versammlungssaal und eine Leichenkapelle.
Anfangs befand sich der Ort völlig zwischen den beiden flankierenden Bergen an dem Fluss, der den Tasersuaq mit dem Meer verbindet. Bis zu den 1930er Jahren war der Ort jedoch so stark gewachsen, dass man auch die beiden Berge bebaute. 1929 wurde in Qaqortoq das erste Schwimmbad Grönlands gebaut. 1950 erhielt Qaqortoq ein Kraftwerk und wurde damit elektrifiziert. 1952 wurde ein großer Kai mit einer Länge von 30 m errichtet. 1953 wurde eine Feuerwehrstation errichtet. In den 1950er Jahren wurden mehrere Sozialinstitutionen wie Kindergärten und Altenheime gegründet. Aus derselben Zeit stammt die Schule, die seither laufend ausgebaut wurde. 1962 wurde ein Wasserwerk errichtet. Neben der seit 1923 bestehenden und 1953 ausgebauten Salzerei wurde 1963 eine private Fischfabrik errichtet. 1964 wurde Qaqortoq über einen Heliport an den Luftverkehr angeschlossen. Anfang der 1970er Jahre erhielt Qaqortoq ein neues Krankenhaus mit 50 Betten. Neben dem alten Krankenhaus hatte es ab 1947 ein Kindertuberkulosekrankenhaus gegeben.
Qaqortoq war von 1950 bis zur Verwaltungsreform im Jahr 2009 Hauptort der Gemeinde Qaqortoq und ist seither Hauptort der Kommune Kujalleq.

## Liste der Kolonialangestellten bis 1921

### Kolonialverwalter
Folgende Personen waren bis 1921 als Kolonialverwalter der Kolonie Julianehaab tätig.
- 1773–1780: Anders Olsen
- 1780–1787: Niels Møller Thomsen
- 1787:–0000 Niels Christian Mathiesen
- 1787–1794: Jørgen Christoph von Koppelow Lund
- 1794–1806: Johan Christian Mørch
- 1806–1807: Eylert Schythe (interim)
- 1807–1813: Johan Christian Mørch
- 1813–1820: Wilhelm Mathias Olrik
- 1820–1821: Rasmus Jensen
- 1821–1826: Jørgen Monrad
- 1826–1827: Jens Mathias Mathiesen
- 1827–1830: Gerhard Heiberg Wolff
- 1830–1832: Jens Mathias Mathiesen (interim)
- 1832–1834: Gerhard Heiberg Wolff
- 1834–1841: Frederik Lassen
- 1841–1842: Ove Valentin Kielsen (interim)
- 1842–1846: Johannes Haberdorff Lytzen (interim)
- 1846–1847: Ove Valentin Kielsen (interim)
- 1847–1850: Frederik Lassen
- 1850–1852: Holger Biilmann
- 1852–1853: Ove Valentin Kielsen
- 1853–1856: Bendix Andreas Heide Tvede
- 1856–1861: Jørgen Nielsen Møller
- 1861–1863: Albert Emil Blichfeldt Høyer
- 1863–1867: Lars Frederik Larsen
- 1867–1872: J. Georg Kursch
- 1872:–0000 Einar Hansen
- 1872–1873: Ulrik Frederik Rosing (interim)
- 1873–1880: Hans Frederik A. Hansen
- 1880:–0000 Carl Julius Peter Ryberg (interim)
- 1880–1884: Carl Emil Olfert Lytzen
- 1884–1885: Conrad Poul Emil Brummerstedt (interim)
- 1885:–0000 Johan Christian Simony (interim)
- 1885–1892: Carl Emil Olfert Lytzen
- 1892–1895: Conrad Poul Emil Brummerstedt
- 1895–1896: Carl Ringsted (interim)
- 1896–1902: Conrad Poul Emil Brummerstedt
- 1902–1907: Herjulf Carl Georg Jørgensen
- 1907–1909: Oscar Peter Cornelius Kock
- 1909–1910: Christian Sigvald Jensen Langskov
- 1910–1911: John Christian Gustav Baumann
- 1911–1913: Christian Sigvald Jensen Langskov
- 1913–1914: Poul Hermann Ibsen (interim)
- 1914–1916: Christian Sigvald Jensen Langskov
- ab 1916:00. Oluf Hastrup

### Missionare und Pastoren
In der Kolonie waren bis 1921 folgende Missionare und Pastoren angestellt. Von 1811 bis 1812, 1842 bis 1843 und 1877 bis 1879 war Missionar der Kolonie Frederikshaab zuständig. Von 1815 bis 1817 gehörte die Kolonie zur Kirchengemeinde der Kolonie Godthaab. Von 1812 bis 1815 und 1824 bis 1825 gab es keinen Missionar.
- 1779–1788: Hans Buch
- 1788–1794: Niels Giævertsen Titchen
- 1794–1800: Lauritz Gudde
- 1800–1806: Rasmus Knudsen
- 1806–1811: Christian Frederik Fleischer
- 1817–1824: Poul Gotfred Wanning
- 1826–1835: Magnus Wilhelm Esmann
- 1835–1841: Jørgen Frederik Jørgensen
- 1841–1842: Hans Peter Bech
- 1843–1851: Hans Frederik Ivar Henrik Vesterboe
- 1851–1853: Carl Emil Janssen
- 1853–1861: Ulrik Peter Christian Nissen
- 1861–1868: Christian Heilmann Rosen
- 1868–1874: Moritz Christian Julius Anthon
- 1874–1877: Lauritz Theodor Ostenfeldt
- 1879–1887: Otto Christopher Skaarup
- 1887–1892: Edvard Ægidius Lützen
- 1892–1900: Poul Moth Thestrup Engberg Frantzen
- 1900–1904: Poul Hansen Vibæk
- 1904–1908: Nikolaj Frederik Severin Balle
- 1908–1910: Carl Ferdinand Wagner
- ab 1910:00. Erik Jespersen

### Ärzte
Der Arztdistrikt wurde bis 1921 von folgenden Ärzten geleitet.
- 1838–1850: Johannes Haberdorff Lytzen
- 1851–1855: Andreas Steener Iversen Haalland
- 1855–1862: Ludvig Henrik Prosch
- 1863:–0000 Johan Heinrich Gundelach
- 1863–1864: Anthon Peter Christian Tegner (interim)
- 1864–1871: Johan Heinrich Gundelach
- 1872–1877: Otto Jessen
- 1877–1882: Hugo Otto Johannes Schmedes
- 1882–1892: Carl Ludvig Theodor Ibsen Lindemann
- 1892–1897: Fritz Emil Thorvald Jørgensen
- 1897–1903: Gustav Axel Nielsen Meldorf
- 1903–1906: Henrik Deichmann
- 1906–1910: Regnar Vilhelm Gerhard Bentzen
- 1910–1911: Carl Martin Norman-Hansen (interim)
- 1911–1916: Regnar Vilhelm Gerhard Bentzen
- 1916–1917: Holger Lützhøft Christensen (interim)
- 1917–1921: Regnar Vilhelm Gerhard Bentzen

## Wirtschaft
Qaqortoq hat eine ausgeprägte Wirtschaftsstruktur. In der Stadt liegen unter anderem eine Gerberei und eine Näherei der Firma Great Greenland, in der Seehundfelle verarbeitet werden, sowie viele weitere kleine Handwerksunternehmen. Dazu spielen traditionell auch der Fischfang und die Robbenjagd eine Rolle in Qaqortoq, ebenso wie der Tourismus. Qaqortoq gilt als einer der schönsten Orte des Landes und auch die nahegelegene mittelalterliche Kirchenruine von Hvalsey in Qaqortukulooq zieht Touristen an.

## Infrastruktur und Versorgung
Der Hafen von Qaqortoq liegt in der engen Bucht Umiarsualivik, weswegen dort keine großen Schiffe anlanden können, sondern maximal die kleineren Fähren der Arctic Umiaq Line. Es werden daher Möglichkeiten zur Anlage eines Seehafens geprüft. Qaqortoq hat ein gut ausgebautes Straßennetz. Der inländische Verkehr erfolgt mit Booten, Schiffen und über den Heliport Qaqortoq. Der Bau des Flughafens in Qaqortoq wurde 2018 beschlossen. Der Regionalflughafen wird sechs Kilometer nördlich der Stadt errichtet werden.
Qaqortoq hat seit 2009 ein vollständig ausgebautes Abwasserleitungsnetz. Der Müll der Stadt wird auf der Müllhalde westlich der Stadt deponiert oder verbrannt. Nukissiorfiit versorgt Qaqortoq über das Wasserfallkraftwerk in Qorlortorsuaq mit Strom. Die Wärmeversorgung erfolgt größtenteils durch die Restwärme der Müllverbrennung oder Stromproduktion sowie durch Ölöfen. Trinkwasser wird durch ein 1961 errichtetes und 2010 renoviertes Wasserwerk aus dem Tasersuaq gewonnen. TELE Greenland ist für die Telekommunikation in Qaqortoq zuständig. Das Unterseekabel Greenland Connect endet in Qaqortoq, welches schnelles Internet in Grönland ermöglicht.

## Bebauung
Qaqortoq ist ein wichtiges Bildungszentrum in Grönland. Die Volksschule Tasersuup Atuarfia unterrichtet über 400 Schüler und wurde Anfang der 2010er Jahre grundmodernisiert. Ihr angeschlossen ist eine Sonderschule für geistig oder körperlich behinderte Kinder. Die Stadt hat zudem eine Zweigstelle des Mittelgrönländischen Gymnasiums (GUX), die die gesamte Kommune abdeckt. Es gibt zudem eine Niederlassung der grönländischen Berufsschulen (Piareersarfik) und eine Zweigstelle der Handelsschule Niuernermik Ilinniarfik in Nuuk sowie eine der beiden grönländischen Hochschulen, die Sulisartut Højskoliat. In der Stadt befinden sich vier Kindertagesstätten und das 1996 eröffnete Altenheim Ajasivarsik.

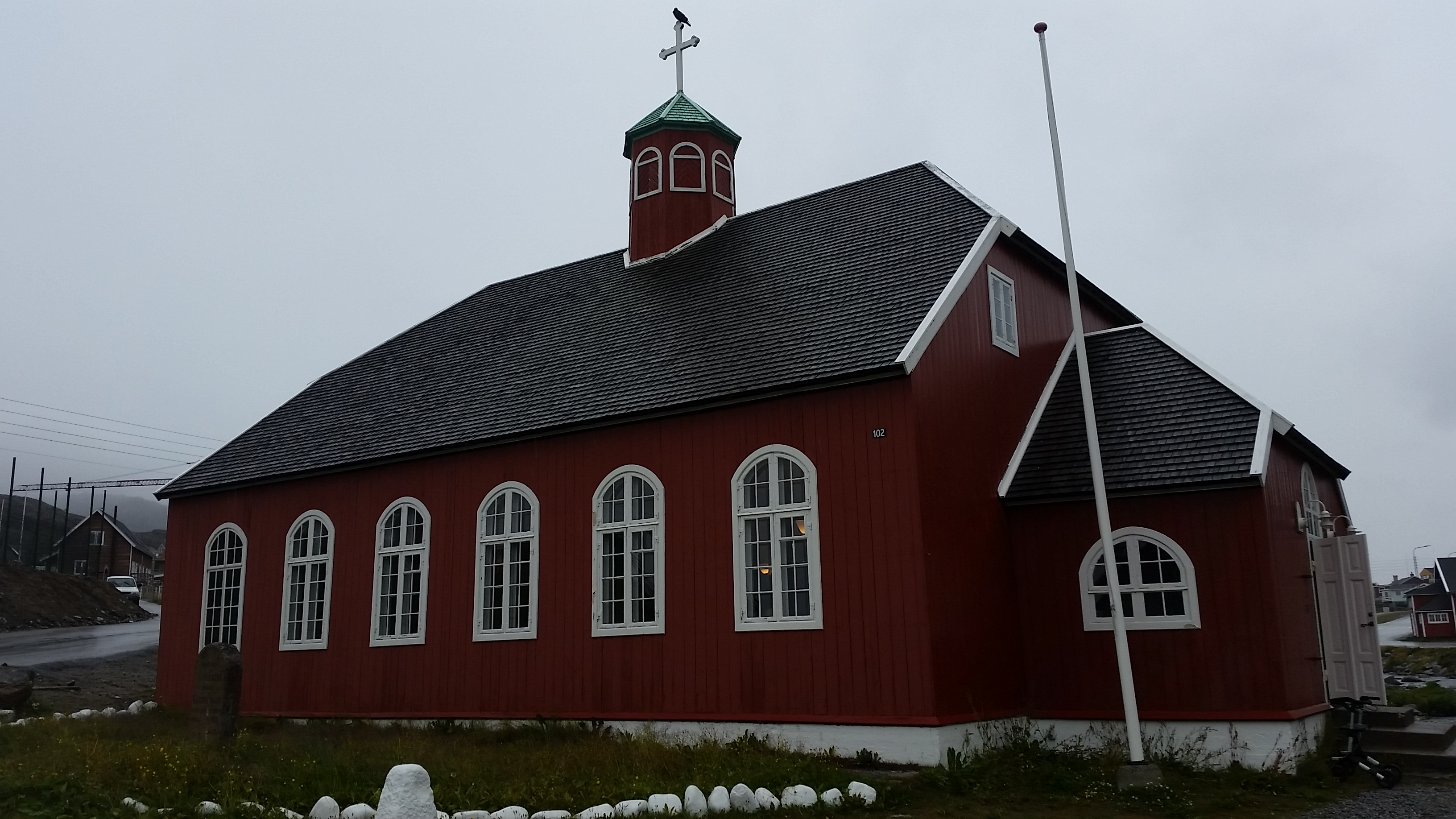
Frelserens Kirke im August 2016

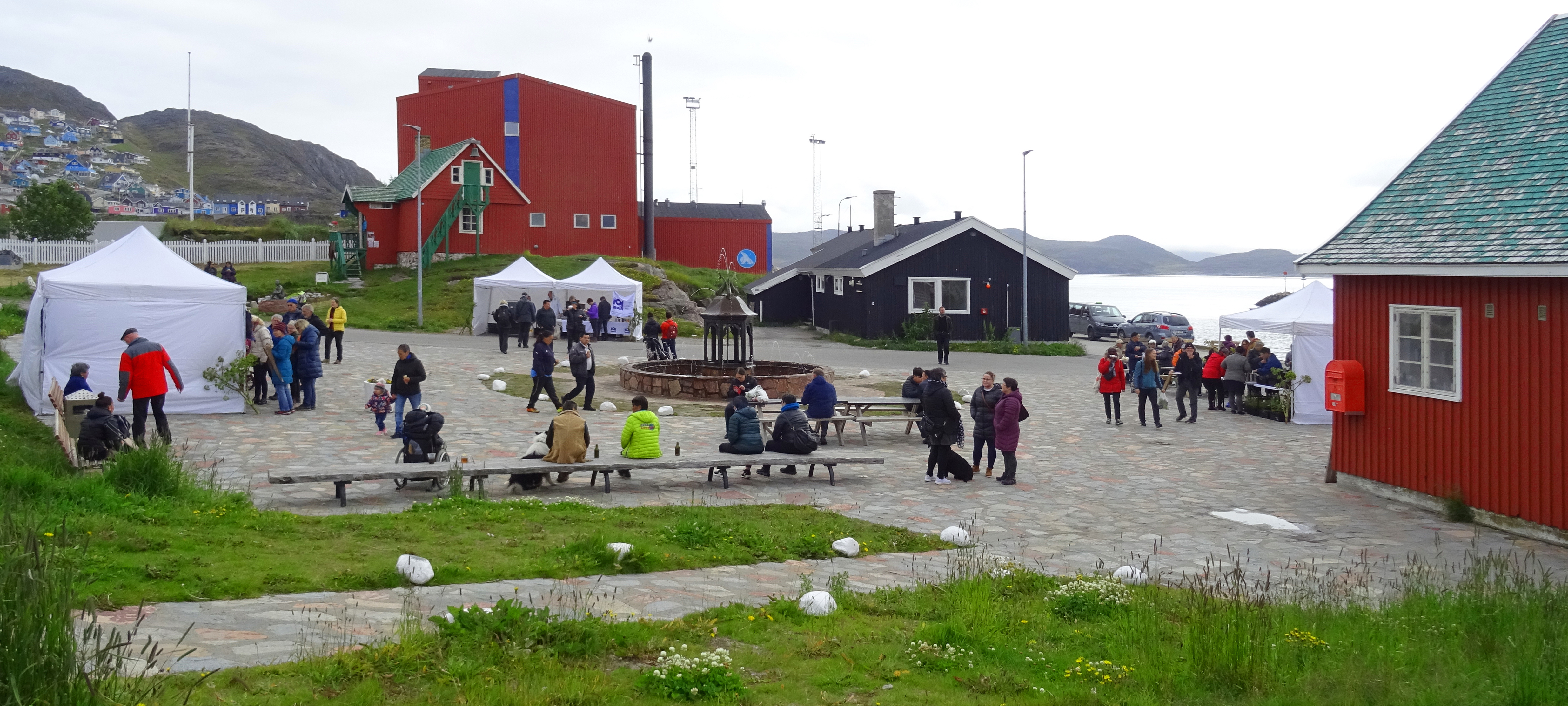
Qaqortoq, Marktplatz mit Springbrunnen von Pavia Høegh

In Qaqortoq gibt es zwei Filialen von Brugseni, zwei von Pisiffik, drei von Spar, und je eine Torrak- und Jysk-Filiale, die die Bewohner mit Waren versorgen. In der Stadt befinden sich zudem ein Hotel, ein Restaurant, das Qaqortoq-Museum, ein Postgebäude und die Kommunalverwaltung. Die alte Annaassisup Oqaluffia (Frelserens Kirke) aus dem Jahr 1832 hat im Inneren den Rettungsring der Hans Hedtoft hängen, über einer Gedenktafel, die an die Opfer des Untergangs des Schiffs im Jahr 1959 erinnert, bei dem unter anderem die Politiker Augo Lynge und Carl Egede ums Leben gekommen waren. Die jüngere Kirche, die nach Gertrud Rask benannt ist, stammt aus dem Jahr 1973. Qaqortoq ist damit eine von drei grönländischen Städten mit zwei Kirchen. Im Stadtzentrum liegt ein 1932 von Pavia Høegh angelegter Springbrunnen, der einzige des Landes. Um ihn herum liegen die ältesten und denkmalgeschützten Gebäude der Stadt, von denen das älteste aus dem Jahr 1797 stammt. Pavia Høeghs Enkelin Aka Høegh initiierte Mitte der 1990er Jahre das Kunstprojekt „Sten og Menneske“ (deutsch Stein und Mensch), bei dem 18 skandinavische Künstler Skulpturen und in Granit gehauene Wandreliefs schufen.

## Sport
Qaqortoq ist Heimat des ältesten Fußballvereins Grönlands. K-33 Qaqortoq gehört darüber hinaus zu den Vereinen mit den meisten Teilnahmen an der Schlussrunde der Grönländischen Fußballmeisterschaft. Vor allem in den 1960er und 1990er Jahren dominierte der Verein den grönländischen Fußball und konnte in dieser Zeit achtmal die Meisterschaft gewinnen. In den 1990er Jahren nahm zudem QAA Qaqortoq mehrfach erfolglos an der Meisterschaft teil.

## Söhne und Töchter der Stadt
- Christian Søren Marcus Olrik (1815–1870), dänisch-grönländischer Lehrer, Zoologe, Botaniker, Kaufmann und Inspektor von Grönland
- Johannes Hansen (1837–1911), Katechet und Expeditionsteilnehmer
- Frederik Tryde Lassen (1838–1920), dänischer Inspektor von Grönland
- Johannes Josephsen (1868–1931), Landesrat
- Karl Chemnitz (1884–1965), Pastor
- Pavia Høegh (1886–1956), Zimmermann, Architekt und Landesrat
- Isak Lund (1889–1974), Katechet und Landesrat
- John Høegh (1890–1966), Schmied, Fotograf und Landesrat
- Kathrine Chemnitz (1894–1978), Frauenrechtlerin
- Frederik Høegh (1895–1970), Buchdrucker, Redakteur, Kaufmann und Landesrat
- Erling Høegh (1924–1993), Politiker, Pastor, Lehrer und Hörspielautor
- Ingvar Høegh (1927–2007), Politiker (Atassut)
- Oluf Høegh (1927–2018), Landesrat
- Niels Henrik Lynge (* 1937), Journalist, Übersetzer und Musiker
- Henrik Lund (1939–2003), Politiker (Siumut), Generalkonsul und Journalist
- Torben Emil Lynge (1940–2023), Politiker und Lehrer
- Emil Abelsen (1943–2005), Politiker (Siumut)
- Kaj Kleist (* 1943), Lehrer und Beamter
- Kristian Poulsen (1944–2014), Journalist, Gewerkschafter, Politiker, Autor und Dolmetscher
- Aqqalukasik Kanuthsen (1953–2022), Politiker (Inuit Ataqatigiit)
- Buuti Pedersen (* 1955), Künstlerin
- Arnannguaq Høegh (1956–2020), Künstlerin
- Tove Søvndahl Gant (* 1959), Diplomatin und Menschenrechtsaktivistin
- Sofia Rossen (* 1961), Politikerin (Inuit Ataqatigiit)
- Pitsi Høegh (* 1964), Politikerin (Siumut)
- Tommy Marø (* 1964), Politiker (Siumut)
- Avijaja Lund Järund (* 1966), dänische Curlerin
- Karina Møller (* 1967), Sängerin
- Vivian Motzfeldt (* 1972), Politikerin (Siumut)
- Inuk Silis-Høegh (* 1972), Regisseur und Künstler
- Angu Motzfeldt (* 1976), Singer-Songwriter
- Bolatta Silis-Høegh (* 1981), bildende Künstlerin und Kinderbuchautorin
- Qupanuk Olsen (* 1985), Influencerin und Politikerin (Naleraq)
- Mille Kongstad (* 1989), Badmintonspielerin
- Malene Vahl Rasmussen (* 1994), Politikerin

## Bevölkerungsentwicklung
Die Einwohnerzahl von Qaqortoq liegt seit Mitte der 1980er Jahre relativ konstant bei etwa 3100 Personen. Damit ist sie die größte Stadt Südgrönlands und die viertgrößte Stadt des Landes.